# Mariekerke (gemeente)
Mariekerke is een voormalige gemeente in de Nederlandse provincie Zeeland. De gemeente ontstond op 1 juli 1966 als samenvoeging van (het grootste deel van) de gemeenten Aagtekerke, Grijpskerke en Meliskerke en werd opgeheven op 1 januari 1997. Sindsdien maakt het gebied deel uit van de gemeente Veere.
Mariekerke bestond uit de dorpen Aagtekerke, Grijpskerke en Meliskerke en een aantal buurtschappen, waaronder Buttinge en Poppendamme. Het gemeentehuis stond in Meliskerke. De naam van de gemeente was afgeleid van de buurtschap Mariekerke, die bijna precies midden tussen de drie dorpskernen ligt. De gemeente, gelegen in het hart van Walcheren, had een voornamelijk agrarisch karakter en was een van de weinige gemeenten in Zeeland zonder kustlijn. In 1996, een jaar voor de opheffing, had de gemeente Mariekerke 4180 inwoners; de oppervlakte bedroeg 34,80 km², waarvan 0,15 km² water. De gemeente kenmerkte zich door een zeer hoog percentage SGP-stemmers.

## Wapen en vlag
Het wapen van Mariekerke bestond uit elementen van de wapens van de voorgaande gemeentes Meliskerke, Grijpskerke en Aagtekerke.
De gemeentevlag was een kwartslag gedraaide versie van het gemeentewapen.

## Politiek

### Gemeenteraadsverkiezingen
|                | 1966    | 1966  | 1970    | 1970  | 1974    | 1974  | 1978    | 1978  | 1982    | 1982  | 1986    | 1986  | 1994    | 1994  |
| Partij         | Stemmen | %     | Stemmen | %     | Stemmen | %     | Stemmen | %     | Stemmen | %     | Stemmen | %     | Stemmen | %     |
| -------------- | ------- | ----- | ------- | ----- | ------- | ----- | ------- | ----- | ------- | ----- | ------- | ----- | ------- | ----- |
| LCG            | -       | -     | -       | -     | -       | -     | -       | -     | -       | -     | -       | -     | 1.010   | 42,85 |
| LOG            | -       | -     | -       | -     | -       | -     | -       | -     | -       | -     | -       | -     | 827     | 35,09 |
| CDA            | -       | -     | -       | -     | -       | -     | 649     | 34,97 | 534     | 27,38 | 555     | 26,4  | 520     | 22,06 |
| PCG            | -       | -     | -       | -     | -       | -     | -       | -     | -       | -     | 859     | 40,87 | -       | -     |
| Onafhankelijk  | -       | -     | -       | -     | -       | -     | -       | -     | 573     | 29,38 | 688     | 32,73 | -       | -     |
| SGP            | 538     | 39,21 | 547     | 41,1  | 632     | 40,7  | 704     | 37,93 | 729     | 37,38 | -       | -     | -       | -     |
| RPF            | -       | -     | -       | -     | -       | -     | -       | -     | 114     | 5,85  | -       | -     | -       | -     |
| PC             | 428     | 31,2  | 446     | 33,51 | 507     | 32,65 | -       | -     | -       | -     | -       | -     | -       | -     |
| ARP            | 406     | 29,59 | 338     | 25,39 | 414     | 26,66 | -       | -     | -       | -     | -       | -     | -       | -     |
| Overige        | -       | -     | -       | -     | -       | -     | 503     | 27,1  | -       | -     | -       | -     | -       | -     |
| Totaal/opkomst | 1.372   | 93,91 | 1.331   | 88,31 | 1.553   | 82,74 | 1.863   | 89,35 | 1.956   | 89,11 | 2.110   | 91,14 | 2.363   | 88,37 |